# Ricardo Tadeu da Fonseca
Ricardo Tadeu da Fonseca é um juiz brasileiro. Em 16 de julho de 2009, tornou-se desembargador do Tribunal Regional do Trabalho da 9a Região, sendo o primeiro juiz cego do Brasil.